# Escalonado
Escalonado är en udde i Antarktis. Den ligger i Västantarktis. Argentina, Chile och Storbritannien gör anspråk på området.
Terrängen inåt land är huvudsakligen kuperad, men söderut är den bergig. Havet är nära Escalonado åt nordväst. Trakten är obefolkad. Det finns inga samhällen i närheten. 